# Конец старой Берёзовки
«Конец старой Берёзовки» — советский художественный фильм 1960 года.

## Сюжет
Борька — юный проказник и непоседа. Его старший друг, бывший моряк Иван Дегтярёв, работает строителем. Решив помочь Борьке встать на ноги, Иван берёт его помощником. Вскоре в семье Борьки произошло событие, поменявшее их жизнь — сестра Борьки Лиза забеременела, а отец ребёнка не хочет его признать. Иван решил помочь соединить семью, но вскоре понял, что влюбился в Лизу.

## В ролях
- Татьяна Пельтцер — Галина Павловна
- Георгий Вицин — учитель геометрии
- Евгений Буренков — Иван Дегтярёв
- Николай Новлянский — Макар
- Евгений Шутов — управдом Виктор Николаевич
- Владимир Гусев — Павел Сахаров
- Нина Дорошина — Лиза Курашова
- Стас Лыхин — Боря Курашов
- Валентина Владимирова — Варвара Николаевна
- Алла Гутчина — Надя Курочкина